# Col des Nonières
Le col des Nonières est un col routier situé dans le Massif central, dans le département français de l'Ardèche, à une altitude de 671 mètres.

## Géographie
Le col se trouve au carrefour des routes départementales 578 et 21 au centre du village de Nonières, lequel fait partie de la commune nouvelle de Belsentes, dans le périmètre du parc naturel régional des Monts d'Ardèche.

## Activités

### Cyclisme
Le col est emprunté lors de la 12e étape du Tour de France 1996 et de la 12e étape du Tour de France 2010, classé en 3e catégorie pour le Grand prix de la montagne.
Il est parfois emprunté par le Critérium du Dauphiné et L'Ardéchoise.